# Municipio Unión Juárez
Koordinaten: 15° 4′ 0″ N, 92° 5′ 0″ W
Unión Juárez ist ein Municipio im Süden des mexikanischen Bundesstaates Chiapas. Das Municipio hat knapp 14.000 Einwohner und ist 62,3 km² groß. Verwaltungssitz ist das gleichnamige Unión Juárez, größter Ort des Municipios ist hingegen Santo Domingo.
Der Name des Municipios ist dem mexikanischen Präsidenten Benito Juárez gewidmet.

## Geographie
Das Municipio Unión Juárez liegt im Süden des mexikanischen Bundesstaats Chiapas in der Region Soconusco auf Höhen zwischen 500 m und über 4000 m am Vulkan Tacaná. Es zählt zur Gänze zur physiographischen Provinz der Cordillera Centroamericana und liegt vollständig in der hydrologischen Region Costa de Chiapas. Die Geologie des Municipios wird zu 36 % von Andesit bestimmt bei 33 % Granit und 29 % Konglomeratgestein; vorherrschende Bodentypen sind der Andosol (80 %) und Cambisol (20 %). Über 80 % der Gemeindefläche werden ackerbaulich genutzt, etwa 10 % sind bewaldet.
Das Municipio Unión Juárez grenzt ans Municipio Cacahoatán und an die Republik Guatemala.

## Bevölkerung
Beim Zensus 2010 wurden im Municipio 14.089 Menschen in 3.215 Wohneinheiten gezählt. Davon wurden 144 Personen als Sprecher einer indigenen Sprache registriert, darunter 136 Sprecher des Mam. 15 Prozent der Bevölkerung waren Analphabeten. 4.256 Einwohner wurden als Erwerbspersonen registriert, wovon knapp 84 % Männer bzw. 3,6 % arbeitslos waren. Gut 25 % der Bevölkerung lebten in extremer Armut.

## Orte
Das Municipio Unión Juárez umfasst 37 bewohnte localidades, von denen der Hauptort sowie Santo Domingo vom INEGI als urban klassifiziert sind. Drei Orte wiesen beim Zensus 2010 eine Einwohnerzahl von über 1000 auf, 15 Orte hatten weniger als 100 Einwohner. Die größten Orte sind:
| Ort               | Einwohner |
| Santo Domingo     | 3796      |
| Unión Juárez      | 2635      |
| Once de Abril     | 1209      |
| Trinidad          | 0975      |
| Córdova Matasanos | 0775      |